# Eric Bogosian
Eric Bogosian (n. 24 aprilie 1953, Woburn⁠(d), Massachusetts, SUA) este un actor, dramaturg, monologist și nuvelist de origine armeno-americană.
După ce a absolvit Oberlin College, Bogosian s-a mutat la New York City pentru a urma o carieră în teatru. Ca performer, Bogosian are un stil distinctiv. One-man show-urile sale sunt un amestec minimalist de comedie neagră, comentariu geopolitic și realism social. Bogosian apare pe scenă sub forma unei serii de personaje, folosind numai un microfon și un scaun pliant ca recuzită.
În 2006, Bogosian s-a alăturat distribuției serialului Law & Order: Criminal Intent interpretând rolul căpitanului Danny Ross, înlocuind astfel personajul lui Jamey Sheridan – căpitanul James Deakins. El este unul din numeroșii actori din Law & Order care la început au jucat un rol episodic pentru a se întoarce mai târziu ca personaj recurent; Bogosian a interpretat rolul lui Gary Lowenthal în două episoade din seria originală a serialului Law & Order.
Câteva din piesele sale au fost montate pe Broadway și în off-Broadway – o versiune actualizată a piesei SubUrbia (1994) la Second Stage Theatre și premiera pe Broadway a piesei sale nominalizate la Premiul Pulitzer, drama Talk Radio, cu Liev Schreiber în rolul principal, în martie 2007.